# Stolnični trg, Pisa
Trg čudežev (italijansko Piazza dei Miracoli) uradno znana kot Stolnični trg (Piazza del Duomo), je obzidano 8,87 hektarjev veliko območje v Pisi v Toskani v Italiji, priznano kot pomembno središče evropske srednjeveške umetnosti in eden najlepših arhitekturnih kompleksov na svetu. Katoliška cerkev, ki je njen lastnik, ga šteje za svetega. Trg obvladujejo štiri velike verske zgradbe: stolnica v Pisi, krstilnica v Pisi, Campanile in Camposanto Monumentale (monumentalno pokopališče). Piazza dei Miracoli, delno tlakovan in delno zatravljen, je tudi mesto Ospedale Nuovo di Santo Spirito (Nova bolnišnica Svetega Duha), v kateri sta muzej Sinopias (italijansko Museo delle Sinopie) in stolnični muzej (italijansko Museo dell'Opera del Duomo).
Ime Piazza dei Miracoli je ustvaril italijanski pisatelj in pesnik Gabriele d'Annunzio, ki je v romanu Forse che sì forse che no (1910) trg opisal kot prato dei Miracoli ali 'travnik čudežev'. Trg včasih imenujejo tudi Campo dei Miracoli (Polje čudežev). Leta 1987 je bil celoten trg vpisan na seznam Unescove svetovne dediščine.

## Stolnica
Srce trga je srednjeveška stolnica nadškofije Pisa, posvečena sveti Mariji Vnebovzeti (Santa Maria Assunta). Stolnica je triladijska. Transept je sestavljen iz treh ladij. Cerkev je znana tudi kot primata, nadškof v Pisi je primas od leta 1092.
Njeno gradnjo je leta 1064 začel arhitekt Buscheto. Predstavlja model značilnega pisanskega romanskega arhitekturnega sloga. Mozaiki v notranjosti in koničasti loki kažejo močan bizantinski vpliv.
Fasado iz sivega marmorja in belega kamna z diski iz barvnega marmorja je zgradil mojster po imenu Rainaldo, na kar kaže napis nad srednjimi vrati: Rainaldus prudens operator.
Masivna bronasta glavna vrata so bila izdelana v delavnici Giambologna in so nadomestila prvotna vrata, uničena v požaru leta 1595. Prvotna osrednja vrata so bila iz brona, izdelal jih je okoli leta 1180 Bonanno Pisano, drugi dve pa sta bili verjetno iz lesa. Vendar romarji nikoli niso uporabili glavnih vrat za vstop, temveč so vstopali skozi Porta di San Ranieri (vrata sv. Ranierija) pred Poševnim stolpom, ki ga je okoli leta 1180 zgradil Bonanno Pisano.
Nad vrati so štiri vrste odprtih galerij, na vrhu kipi Madone z otrokom in na vogalih štirje evangelisti.
Na fasadi je tudi Buschetova grobnica (na levi strani) in napis o temeljih stolnice in zmagoviti bitki proti Saracenom.
Na vzhodnem koncu zunanjosti, visoko na stebru, ki se dviga iz dvokapnice, je sodobna kopija grifona, največje znane islamske kovinske skulpture, katere original je bil tam postavljen verjetno v 11. ali 12. stoletju in je zdaj v stolničnem muzeju.
Notranjost je obložena s črno-belim marmorjem, pozlačenim kasetiranem stropom in freskasto kupolo. Večinoma so jo preuredili po požaru leta 1595, ki je uničil večino renesančnih umetniških del.
Impresivni mozaik Kristusa v slavi v apsidi, ki ga obkrožata Blažena Devica in sv. Janez Evangelist, je preživel ogenj. Obuja mozaike v cerkvi Monreale na Siciliji. Čeprav je rečeno, da je mozaik naredil Cimabue, je umetnikova le glava sv. Janeza iz leta 1302, njegovo zadnje delo, saj je istega leta umrl v Pisi. Kupolo nas križnim kvadratom ladje in transepta je okrasil Riminaldi, in prikazuje Marijino vnebovzetje.
Verjame se, da je Galileo svojo teorijo o gibanju nihala oblikoval tako, da je opazoval nihanje kadilnice (ne sedanje), ki visi s stropa ladje. Ta svetilka, manjša in preprostejša od sedanje, je zdaj v Camposantu, v kapeli Aulla.
Granitni korintski stebri med glavno in stranskima ladjama so prišli iz mošeje v Palermu, ki so jo leta 1063 zajeli Pisani.
Strop v ladji je bil zamenjan po požaru leta 1595. Sedanji z zlatom okrašen strop nosi grb Medičejcev.
Dovršeno izklesano prižnico (1302–1310), ki je prav tako preživela požar, je izdelal Giovanni Pisano, mojstrovina srednjeveškega kiparstva. Ker so jo med prenovo pospravili, so jo znova odkrili in obnovili šele leta 1926. Prižnico podpirajo navadni stebri (dva sta nameščena na levjih skulpturah) na eni strani in kariatide in telamon na drugi: slednji predstavlja Svetega Mihaela, evangeliste, štiri kardinalne vrline ob cerkvi in drzno, naturalistično upodobitev golega Herkula. Osrednji podstavek s svobodnimi umetnostmi podpira štiri teološke vrline.
Današnja prižnica je rekonstrukcija izvirnika. Ne stoji v prvotnem položaju, ki je bil bližje glavnemu oltarju, stebri in plošče niso originalni. Prvotne stopnice (morda iz marmorja) so izgubljene.
Zgornji del ima devet pripovednih panojev, ki prikazujejo prizore iz Nove zaveze, izklesane v belem marmorju s svetlobelnim učinkom in ločene s figurami prerokov: Oznanjenje, Pokol nedolžnih, Rojstvo, Poklon Treh kraljev, Beg v Egipt , Križanje in dve plošči Poslednja sodba.
V cerkvi so tudi kosti svetega Ranierija, zavetnika Pise in grob svetega rimskega cesarja Henrika VII., ki ga je Tino da Camaino izklesal leta 1315. Grob, prvotno v apsidi tik za glavnim oltarjem, je bil razstavljen in mnogokrat skozi stoletja prestavljen iz političnih razlogov. Medtem ko je sarkofag še vedno v stolnici, so bili nekateri kipi postavljeni v Camposanto ali na fasado cerkve. Prvotni kipi so zdaj v muzeju Opere del Duomo.
V stolnici je bil pokopan tudi papež Gregor VIII.. Ogenj leta 1595 mu je uničil grobnico.
Stolnica ima pomembno vlogo pri določanju začetka Pisanskega novega leta. Med 10. stoletjem in letom 1749, ko je bil reformiran toskanski koledar, je Pisa uporabljala svoj koledar, v katerem je bil prvi dan leta 25. marec, praznik Marijinega oznanjenja. Leta so šteli tako, da se pisansko novo leto začne 9 mesecev pred navadnim. Natančen trenutek določa sončni žarek, ki skozi okno na levi strani pade na jajčasti marmor, tik nad prižnico Giovannija Pisana; to se zgodi opoldne.
V stolnici je mogoče najti tudi nekatere relikvije, ki so jih prinesli iz križarskih pohodov: domnevni ostanki treh svetnikov (Abibo, Gamaliel in Nikodem) in čaša, ki naj bi bila ena od kozarcev iz poroke v Kani.
Stavba se je, tako kot že nekaj v Pisi, rahlo nagnila, čeprav ne tako kor bližnji stolp.
- Lunete nad srednjimi vrati stolnice, ki prikazuje Blaženo Marijo Giuseppeja Modena da Lucca
- Apsida z mozaikom
- Kasetiran strop
- Oltar sv. Rainerija
- Notranji pogled na osrednji del
- Marmorni stebri
- Pogled na stolnico
- Zračna perspektiva Stolničnega trga
- Stolp s stolnico in krstilnico ponoči
- Podrobnosti v romanskem arhitekturnem slogu
- Kip iz belega marmorja
- Pred oltarjem
- Madona z otrokom
- Notranjost

## Krstilnica
Krstilnica sv. Janeza (Battistero di San Giovanni), posvečen sv. Janezu Krstniku, stoji nasproti zahodnega konca stolnice. Okrogla romanska stavba se je začela graditi sredi 12. stoletja: 1153 Mense August fundata fuit haec ('Tu je bil postavljen mesec avgust 1153 ...'). Zgradil jo je v romanskem slogu arhitekt, znan kot Diotisalvi ('Bog te reši'), ki je delal tudi v cerkvi Svetega groba (Santo Sepolcro) v mestu. Njegovo ime je omenjeno na notranjem stebru kot Diotosalvi magister. gradnja pa je bila končana šele v 14. stoletju, ko sta ložo, nadstropje in kupolo v gotskem slogu dodala Nicola Pisano in Giovanni Pisano.
Je največja krstilnica v Italiji, z obsegom 107,25 m. Če upoštevamo kip svetega Janeza Krstnika (ki ga pripisujejo Turinu di Sano) na vrhu kupole, je celo nekaj centimetrov višja od poševnega stolpa.
Portal, obrnjen proti fasadi stolnice, obdajata dva klasična stebra, medtem ko so notranji podstavki izvedeni v bizantinskem slogu. Preklada je razdeljena na dva nivoja, spodnji prikazuje več epizod iz življenja sv. Janeza Krstnika, zgornji pa prikazuje Kristusa med Madono in sv. Janezom Krstnikom, ob njem pa angeli in evangelisti.
Neizmernost notranjosti je izjemna, vendar je presenetljivo preprosta in manjka okrasja. Ima tudi opazno akustiko.
Osmerokotni krstilnik v središču je iz leta 1246, izdelal pa ga je Guido Bigarelli da Como. Bronasta skulptura sv. Janeza Krstnika na sredini bazena je izjemno delo Itala Grisellija.
Prižnico je med letoma 1255–1260 oblikoval Nicola Pisano, oče Giovannija Pisana, umetnika, ki je izdeloval prižnico v stolnici. Prizori na prižnici in zlasti klasična oblika golega Herkula kažejo v najboljšem primeru sposobnosti Nicola Pisana kot najpomembnejše predhodnice italijanskega renesančnega kiparstva z obnovitvijo antičnih predstav. Zato se raziskave italijanske renesanse običajno začnejo z letom 1260, letom, ko je Nicola Pisano datiral to prižnico.
- Kupola krstilnice
- Notranjost
- Krstilnik Guida Bigarelli da Coma
- Prižnica, Nicola Pisano
- Vitrajno okno
- Pogled z vrha na tla v krstilnici

## Campanile
Campanile (zvonik), splošno znan kot Poševni stolp v Pisi, stoji za stolnico. Kot zadnji od treh večjih stavb na trgu, se je zvonik začel graditi leta 1173, v 177 letih pa je nastajal v treh fazah, zvonik pa so dodali šele leta 1372. Pet let po začetku gradnje , ko je stavba dosegla nivo tretjega nadstropja, je šibko podtalje in slaba podlaga privedla do tega, da je stavba potonila na južni strani. Stavbo so pustili eno stoletje, kar je omogočilo, da se podtalje stabilizira in preprečilo propad stavbe. Leta 1272 so bila za nadaljevanje gradnje zgornja nadstropja zgrajena tako, da je bila ena stran višja od druge. Sedmo in zadnje nadstropje je bilo dodano leta 1319. Ko je bila stavba dokončana, je bil naklon približno 1 stopinjo ali 80 cm od navpičnice. Največja vrednost, merjena pred letom 1990, je bila približno 5,5 stopinje. Od leta 2010 se je nagib zmanjšal na približno 4 stopinje.
Stolp je visok približno 60 m in je bil zgrajen tako, da je sprejel skupno sedem glavnih zvonov, uglašenih v durovi glasbeni lestvici:
1. zvon: L'Assunta, ki ga je leta 1654 ulil Giovanni Pietro Orlandi, teža 3.620 kg
2. zvon: Il Crocifisso, ki ga je leta 1572 ulil Vincenzo Possenti, teža 2.462 kg
3. zvon: San Ranieri, ki ga je v letih 1719–1721 ulil Giovanni Andrea Moreni, teža 1.448 kg
4. zvon: La Terza (1. majhen), odlit leta 1473, teža 300 kg (661 lb)
5. zvon: La Pasquereccia ali La Giustizia, ki ga je leta 1262 ulil Lotteringo, teža 1.014 kg
6. zvon: Il Vespruccio (2 najmanjši), ki ga je v 14. stoletju in leta 1501 znova ulil Nicola di Jacopo, teža 1.000 kg
7. zvon: Dal Pozzo, ulit leta 1606 in ponovno leta 2004, teža 652 kg

Število stopnic do vrha: 296
- Poševni stolp in stolnica
- Poševni stolp in stolnica
- Poševni stolp in stolnica
- Poševni stolp

## Camposanto Monumentale
Camposanto Monumentale (monumentalno pokopališče), znano tudi kot Campo Santo ali Camposanto Vecchio (staro pokopališče), se nahaja na severnem robu trga. To obzidano pokopališče naj bi bilo zgrajeno okoli ladje svete zemlje iz Golgote, ki jo je v Piso iz tretje križarske vojne prinesel Ubaldo de' Lanfranchi, nadškof Pise v 12. stoletju. Od tu izvira ime Campo Santo (Sveto polje).
Sama stavba izvira iz stoletja kasneje in je bila postavljena nad prejšnjim pokopališčem. Gradnjo tega ogromnega, podolgovatega gotskega križnega hodnika je leta 1278 začel arhitekt Giovanni di Simone. Umrl je leta 1284, ko je Pisa doživela poraz v pomorski bitki pri Meloriji proti Genovežanom. Pokopališče je bilo končano šele leta 1464. Zunanji zid je sestavljen iz 43 slepih obokov. Ima dvoje vrat. Tista na desni so okronana z milostnim gotskim tabernakljem in vsebuje Devico Marijo z otrokom, obkroženo s štirimi svetniki. Gre za delo sledilca Giovannija Pisana iz druge polovice 14. stoletja. Večina grobnic je pod arkadami, čeprav jih je nekaj na osrednjem travniku. Notranje dvorišče je obdano z dodelanimi okroglimi loki z vitkim paličevjem in krogovičjem.
Camposanto Monumentale je nekoč vseboval veliko zbirko rimskih skulptur in sarkofagov, zdaj pa jih je ostalo le še 84. Stene so bile nekoč prekrite s freskami, prva je bila upodobljena leta 1360, zadnja približno tri stoletja kasneje. Zgodbe iz Stare zaveze Benozza Gozzolija (ok. 15. stoletje) so bile v severni galeriji, medtem ko je bila južna arkada znana po zgodbah iz Geneze Piera di Puccia (okoli konca 15. stoletja). Najbolj izjemna freska je Zmagoslavje smrti, realistično delo Buonamica Buffalmacca. 27. julija 1944 so zažigalne bombe, ki jih je odvrglo zavezniško letalo, zažgale streho stavbe in jih prekrile s staljenim svincem, ter uničile. Od leta 1945 potekajo restavratorska dela, zdaj pa je Campo Santo urejen v prvotno stanje.
- Camposanto Monumentale
- Hodnik v Camposanto Monumentale
- Freske v Camposanto Monumentale
- Relikvije v kapeli Dal Pozzo.
- Verige srednjeveškega pristanišča Pisa.

## Ospedale Nuovo di Santo Spirito
Ospedale Nuovo di Santo Spirito (Nova bolnišnica Svetega Duha) se nahaja na jugovzhodnem vogalu trga. Funkcija te bolnišnice, ki jo je leta 1257 zgradil Giovanni di Simone nad že obstoječo manjšo bolnišnico, je bila pomagati romarjem, revnim, bolnim in zapuščenim otrokom z zagotavljanjem zavetja. Pozneje se je ime bolnišnice spremenilo v Ospedale della Misericordia (Bolnišnica usmiljenja) ali di Santa Chiara, kar je bilo ime majhne cerkve, vključene v kompleks.
Zunanjost bolnišnice je bila zgrajena z opečnimi zidovi z okni v obliki bifore v gotskem slogu; notranjost bolnišnice je bila poslikana v dveh barvah, črno-belo, da bi posnemala marmorne barve drugih stavb. Leta 1562, v času, ko so Medičejci prevladovali nad mestom, je bila bolnišnica prestrukturirana po florentinskih renesančnih kanonih; vsa vrata in okna so bila spremenjena z novimi, pravokotnimi, obdanimi s sivim peščenjakom.
Danes stavba ni več povsem bolnišnica. Od leta 1976 je v srednjem delu stavbe muzej Sinopias, kjer hranijo originalne risbe fresk Campo Santo.

## Palazzo dell'Opera
Oalazzo dell'Opera je kompleks palač - hiš na severovzhodnem vogalu trga. Zgrajene so bile v različnih obdobjih, glavna zgradba pa sega vsaj v 14. stoletje in najkasneje v 19. stoletje.
Prvotno so te hiše pripadale delavcem stolničnega kompleksa: krojaču, vrtnarju, zvonarjem itd., vse do 19. stoletja, ko so bili sem upravni uradi Opera della Primaziale preseljeni. V istih letih se je v kompleks preselil tudi kapitelj. Sčasoma je bil kompleks večkrat preurejen, vendar fasada glavne stavbe še vedno ohranja svoj prvotni videz.
V prvih letih 21. stoletja so se upravni uradi in kapitelj spet preselili, tokrat v bližnjo palačo blizu nadškofije. Le nekaj sob v pritličju se še vedno uporablja kot pisarne za nadzorno in tehnično osebje. Po selitvi so bili zgornji prostori preoblikovani v prostor za začasne razstave (2014). Ljudje lahko prvič dejansko obiščejo te sobe.
Najbolj zanimive sobe, odprte za javnost, so predsednikova soba, soba odposlanstva, kapela in kapitelj. Med zaprtimi so soba Loggetta (s freskami Agostino Ghirlanda), soba Scrittoio (s fresko Il Sodoma), soba Viola in tehnična soba.
- Glavni vhod.
- Koridor v pritličju.
- Freska v tehnični sobi, naslikana v prvi četrtini 15. st..
- Freska sobi odposlaništva, naslikana 1299, Vincino di Vanni in Giovanni d'Apparecchiato.
- Nekaj originalnih delov prižnice Giovannija Pisana v predsednikovi sobi.
- Kapiteljska dvorana.
- kapela.